# Peter Ackroyd

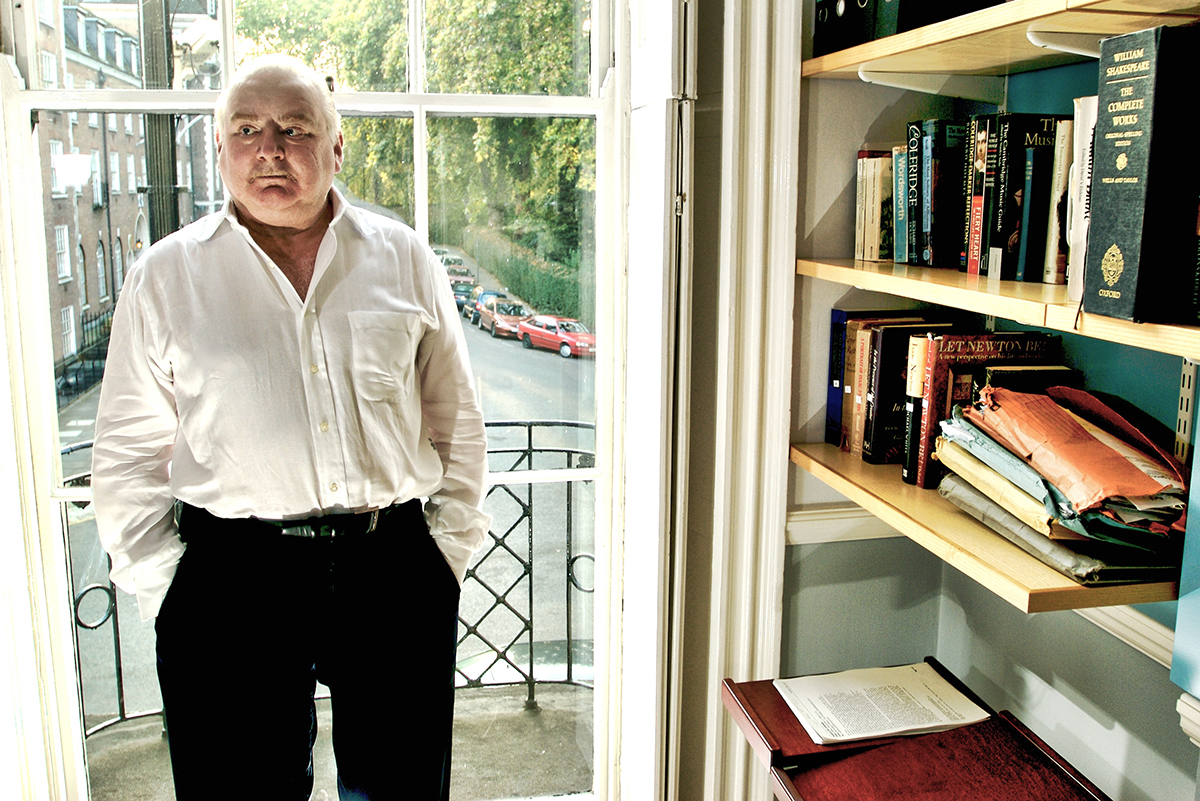
Peter Ackroyd (2007)

Peter Ackroyd (* 5. Oktober 1949 in London) ist ein britischer Schriftsteller, der bekannt ist für seine Romane und Biografien.

## Leben
Peter Ackroyd wurde von seiner alleinerziehenden Mutter in einer Sozialsiedlung in East Acton im Westen Londons großgezogen. Das Umfeld war streng katholisch. Seine Mutter arbeitete im Personalbüro einer Maschinenbaufirma. Sein Vater verließ die Familie, als Ackroyd noch ein Säugling war. Schon im Alter von fünf Jahren las der Junge Zeitungen. Mit sieben Jahren wusste er, dass er homosexuell war. Im Alter von neun Jahren schrieb er ein Stück über Guy Fawkes.
Er war Schüler an der katholischen Privatschule St Benedict's School in Ealing (London). Ackroyd studierte Englische Literatur am Clare College in Cambridge, wo er 1971 den Master of Arts machte. 1972 studierte er mit einem Stipendium der Andrew W. Mellon Foundation an der Yale University.
Das Ergebnis seines Stipendiats an der Yale University war „Notes for a New Culture“, das Ackroyd mit nur 22 Jahren schrieb, das aber erst 1976 veröffentlicht wurde. Der Titel, eine Anspielung auf T. S. Eliots „Notes Towards the Definition of Culture“ (1948), war ein frühes Zeichen für Ackroyds Neigung, die Werke des Londoner Schriftstellers zu erforschen und auf den Prüfstand zu stellen.
Nach seinem Studium arbeitete Peter Ackroyd 1973 bis 1982 zunächst als Redakteur, ab 1978 Mit-Chefredakteur für die britische Zeitschrift The Spectator. 1984 wurde er Mitglied der Royal Society of Literature. Gegenwärtig ist er Chef-Literaturkritiker der Times und Radiomoderator.
Ackroyd hatte eine Langzeitbeziehung mit Brian Kuhn, einem US-amerikanischen Tänzer, den er in Yale kennen lernte. Nach einem Nervenzusammenbruch Ende der 1980er Jahre zog er mit Kuhn nach Devon. Bei Kuhn wurde kurz darauf AIDS diagnostiziert; er starb 1994; Ackroyd zog zurück nach London. Ackroyd war bekannt für übermäßigen Alkoholgenuss. 1999 erlitt er einen Herzinfarkt und wurde für eine Woche in ein künstliches Koma versetzt.

## Werk
Ackroyds literarische Karriere begann mit Poesie, darunter Werke wie „London Lickpenny“ (1973) and „The Diversions of Purley“ (1987). 1982 veröffentlichte er seinen ersten Roman „The Great Fire of London“, ein Remake von Charles Dickens’ Roman „Little Dorrit“. Damit begründete er eine ganze Reihe von Romanen, die sich auf komplexe Weise mit Zeit und Raum und mit etwas auseinandersetzen, was Ackroyd den Geist des Ortes („the spirit of place“) nennt. Die Hinwendung zum Roman kam für ihn unerwartet. In einem Interview mit Patrick McGrath sagte Peter Ackroyd:

“I enjoy it, I suppose, but I never thought I’d be a novelist. I never wanted to be a novelist. I can’t bear fiction. I hate it. It’s so untidy. When I was a young man I wanted to be a poet, then I wrote a critical book, and I don’t think I even read a novel till I was about 26 or 27.”

„Ich genieße es, nehme ich an, aber ich hätte nie gedacht, dass ich ein Romancier würde. Ich wollte nie ein Romancier sein. Ich kann Fiktion nicht ertragen. Ich hasse es. Es ist so unordentlich. Als ich ein junger Mann war, wollte ich ein Poet sein, dann schrieb ich ein kritisches Buch, und ich glaube nicht, dass ich je einen Roman las, bevor ich etwa 26 oder 27 war.“

Zu Ackroyds Werken zählen sowohl Sachbücher (hauptsächlich über englische Kulturgeschichte, bspw. William Shakespeare) als auch zahlreiche Romane, die überwiegend in seiner Heimatstadt London spielen. Hierbei sind vor allem historische Romane wie Das Haus des Magiers (Originaltitel: „The House of Doctor Dee“), aber auch ein Science-Fiction-Roman (The Plato Papers, 1999) entstanden. 1989 erschien der Roman Die Uhr in Gottes Händen („First Light“).

### Libretto
Peter Ackroyd schrieb das Libretto zu der Oper A Harlot’s Progress nach William Hogarth (Musik: Iain Bell), die am 13. Oktober 2013 im Theater an der Wien mit der Sopranistin Diana Damrau in der Titelpartie unter der musikalischen Leitung von Mikko Franck und in der Inszenierung von Jens-Daniel Herzog uraufgeführt wurde.

## Auszeichnungen
- 1984: Somerset Maugham Award für The Last Testament of Oscar Wilde. (Deutsch als „Das Tagebuch des Oscar Wilde“)
- 1984: Royal Society of Literature’s William Heinemann Award für T.S. Eliot. (Unter demselben Titel auch auf Deutsch.)
- 1984: Whitbread Award for Biography für T.S. Eliot.
- 1985: Whitbread Novel Award für Hawksmoor. (Deutsch als „Der Fall des Baumeisters“)
- 1985: Guardian Fiction Award für Hawksmoor.
- 1998: James Tait Black Memorial Prize für die Biografie Thomas More.
- 2001: South Bank Award for Literature für London: The Biography. (Deutsch als „London: Die Biographie.“)
- 2003: Order of the British Empire (CBE) „Für Verdienste um die Literatur“[7][8]
- 2006: Freeman of the City of London
- 2006: Aufnahme in die American Academy of Arts and Sciences als auswärtiges Ehrenmitglied

## Bibliografie
Lyrik
- Ouch! (1971)
- London Lickpenny (1973)
- Country Life (1978)
- The Diversions of Purley and Other Poems (1987)

Belletristik
- The Great Fire of London (1982)
- The Last Testament of Oscar Wilde (1983)
  - Deutsch: Das Tagebuch des Oscar Wilde. Übersetzt von Melanie Walz. Knaus, München 1999, ISBN 978-3-8135-0103-2.
- Hawksmoor (1985)
  - Deutsch: Der Fall des Baumeisters. Übersetzt von Hans Wolf. Rowohlt, Reinbek bei Hamburg 1988, ISBN 978-3-498-00024-0.
- Chatterton (1987)
  - Deutsch: Chatterton. Hans Wolf. Übersetzt von Bernd Rullkötter. Rowohlt, Reinbek bei Hamburg 1990, ISBN 978-3-498-00026-4.
- First Light (1989)
  - Deutsch: Die Uhr in Gottes Händen. Übersetzt von Bernd Rullkötter. Rowohlt, Reinbek bei Hamburg 1992, ISBN 978-3-498-00029-5.
- English Music (1992)
- The House of Doctor Dee (1993)
  - Deutsch: Das Haus des Magiers. Übersetzt von Sebastian Vogel. Goldmann #72859, München 2002, ISBN 978-3-442-72859-6.
- Dan Leno and the Limehouse Golem (1994, auch als The Trial of Elizabeth Cree)
  - Deutsch: Der Golem von Limehouse. Deutsch von Bernd Rullkötter. Rowohlt, Reinbek bei Hamburg 1998, ISBN 978-3-498-00047-9.
- Milton in America (1996)
- The Plato Papers (1999)
- The Mystery of Charles Dickens (2000)
- The Clerkenwell Tales (2003)
  - Deutsch: Die Clerkenwell-Erzählungen. Übersetzt von Eva L. Wahser. Knaus, München 2004, ISBN 978-3-8135-0241-1.
- The Lambs of London (2004)
  - Deutsch: Wie es uns gefällt. Übersetzt von Eva L. Wahser. Knaus, München 2007, ISBN 978-3-8135-0263-3.
- The Fall of Troy (2006)
- The Casebook of Victor Frankenstein (2008)
- The Canterbury Tales – A Retelling (2009)
- The Death of King Arthur: The Immortal Legend – A Retelling (2010)
- Three Brothers (2013)

Sachliteratur
- Notes for a New Culture: An Essay on Modernism (1976)
- Dressing Up: Transvestism and Drag, the History of an Obsession (1979)
- Ezra Pound and His World (1980)
- T. S. Eliot (1984)
  - Deutsch: T. S. Eliot : Eine Biographie. Übersetzt von Wolfgang Held. Suhrkamp, Frankfurt am Main 1988, ISBN 978-3-518-02276-4.
- Dickens' London: An Imaginative Vision (1987)
- Ezra Pound and his World (1989) (1989)
- Dickens (1990)
  - gekürzte Ausgabe: Dickens: Abridged Edition. Vintage Books, London 2002
- Introduction to Dickens (1991)
- Blake (1995)
  - Deutsch: William Blake : Dichter, Maler, Visionär. Übersetzt von Thomas Eichhorn. Knaus, München 2001, ISBN 978-3-8135-0102-5.
- The Life of Thomas More (1998)
- London: The Biography (2000)
  - Deutsch: London : Die Biographie. Übersetzt von Holger Fliessbach. Knaus, München 2002, ISBN 978-3-8135-0189-6.
- The Collection: Journalism, Reviews, Essays, Short Stories, Lectures (2001)
- Dickens: Public Life and Private Passion (2002)
- Albion: The Origins of the English Imagination (2002)
- Illustrated London (2003)
- Ancient Egypt (2004)
- Chaucer (2004)
- Shakespeare: The Biography (2005)
  - Deutsch: Shakespeare : Die Biographie. Übersetzt von Michael Müller und Otto Lucian. Knaus, München 2006, ISBN 978-3-8135-0274-9.
- Turner Brief Lives (2005)
- Thames: Sacred River (2007)
  - Deutsch: Die Themse : Biographie eines Flusses. Übersetzt von Michael Müller. Knaus, München 2008, ISBN 978-3-8135-0316-6.
- Coffee with Dickens (with Paul Schlicke) (2008)
- Newton (Penguin Classics' "Brief Lives" series) (2008)
- Poe: A Life Cut Short (2008)
- Venice: Pure City (2009)
  - Deutsch: Venedig : Die Biographie. Übersetzung und Marginalien von Michael Müller. Knaus, München 2011, ISBN 978-3-8135-0374-6.
- The English Ghost : Spectres Through Time (2010)
- London Under (2011)
- The History of England, v.1 Foundation (2011)
- Wilkie Collins (2012)
- The History of England, v.2 Tudors (2012)
- The History of England, v.3 Civil War (2014, auch als: Rebellion: The History of England from James I to the Glorious Revolution)
- Charlie Chaplin (2014)
- Alfred Hitchcock (2015)
- The History of England, v.4 Revolution (2016)
- Queer City (2017)
  - Deutsch: Queer London : Von der Antike bis heute. Übersetzt von Sophia Lindsey. Penguin Verlag, München 2018, ISBN 978-3-328-60065-7.
- The History of England, v.5 Dominion (2018)

Voyages Through Time (Jugendsachbücher)
- The Beginning (2003, auch als In the Beginning)
  - Deutsch: Entstehung des Lebens. Übersetzt von Ralf Kosma. Dorling Kindersley, Starnberg 2004, ISBN 978-3-8310-0559-8.
- Escape From Earth (2004)
  - Deutsch: Reise ins Weltall. Übersetzt von Werner Horwath. Dorling Kindersley, Starnberg 2004, ISBN 978-3-8310-0558-1.
- Ancient Greece (2005)
  - Deutsch: Das alte Griechenland. Übersetzt von Cornelia Panzacchi. Dorling Kindersley, Starnberg 2006, ISBN 978-3-8310-0901-5.
- Ancient Rome (2005)
  - Deutsch: Das alte Rom. Übersetzt von Angela Wagner. Dorling Kindersley, Starnberg 2006, ISBN 978-3-8310-0805-6.
- Cities of Blood (2005)
  - Deutsch: Inka, Maya und Azteken. Übersetzt von Cornelia Panzacchi. Dorling Kindersley, Starnberg 2005, ISBN 978-3-8310-0740-0.
- Kingdom of the Dead (2006)
  - Deutsch: Zeit der Pharaonen. Übersetzt von Angela Wagner. Dorling Kindersley, Starnberg 2005, ISBN 978-3-8310-0679-3.